# Międzygórze (Dolnoslezské vojvodství)
Międzygórze (česky Vlčí Důl, německy Wölfelsgrund) je vesnice se 700 obyvateli na území historického Kladska, v dnešním jihozápadním Polsku. Patří k obci Kladská Bystřice v okrese Kladsko, v Dolnoslezském vojvodství.

## Poloha
Międzygórze se nachází v úzkém údolí Wilczky na úpatí Králického Sněžníku, jedenáct kilometrů jihovýchodně od Kladské Bystřice. Na západním okraji obce se v úzké strži nalézá 22 metrů vysoký vodopád Wilczki, jenž je jedním z největších přírodních vodopádů Sudet. Z Międzygórze vede několik turistických tras na Králický Sněžník, z nichž se naskýtají výhledy do Kladské kotliny a na přehradní nádrž na Wilczce.

## Dějiny
Międzygórze bylo založeno okolo roku 1580 v královském lese jako dřevorubecká a uhlířská vesnice, z hlediska církevní správy spadalo k farnímu kostelu v Ebersdorfu (nyní Domaszków). Zpočátku vesnice nesla jméno Neuwölfelsdorf, byla ve vlastnictví České komory a náležela ke Kladskému hrabství, s nímž sdílela jeho politickou i církevní příslušnost. V roce 1684 ji získal společně s dalšími vesnicemi, jež byly původně ve vlastnictví Komory v oblasti Kladské Bystřice, kladský zemský hejtman Michael Václav z Althannu, jenž z nich vytvořil panství Schnallenstein, jehož centrem byl Rosenthal (nyní Różanka), podle nějž bylo panství nazýváno i panství Rosenthal. Se svolením pražské konsistoře byla ve vsi v roce 1740 postavena dřevěná kaple a byl zřízen hřbitov.
Po slezských válkách byla vesnice společně s Hrabstvím kladským definitivně v roce 1763 po Hubertusburském míru připojena k Prusku. Na začátku 19. století měl tehdejší Wölfelsgrund 404 obyvatel, pohřební kapli, usedlost freirichtera, myslivnu a pilu. V rámci pruských reforem bylo v roce 1807 zrušeno poddanství. Po změně uspořádání Pruska se stal Wölfelsgrund od roku 1815 součástí provincie Slezsko a nejprve okresu Kladsko. Od roku pak Wölfelsgrund patřil k okresu Kladská Bystřice, a to až do roku 1945.
V 19. století podporovala princezna Marianne von Oranien-Nassau, manželka prince Albrechta, hospodářský rozvoj vesnice, která se tak stala léčebným a rekreačním místem. Byly zřizovány ulice a stezky, postaveno bylo sanatorium, několik hotelů, vil a penzionů. Díky svému krásnému okolí a bohatým sněžným nadílkám se Wölfelsgrund brzy stal oblíbeným výletním a zimním sportovním centrem. V roce 1939 tu žilo 706 obyvatel.
Po druhé světové válce byl Wölfelsgrund v roce 1945 stejně jako většina Pruského Slezska připojen k Polsku a byl přejmenován na Międzygórze. Německé obyvatelstvo bylo vysídleno. Novými obyvateli byli částečně vysídlenci z bývalého východního Polska (dnešní západní Bělorusko a západní Ukrajina.). V letech 1975–1998 náleželo Międzygórze k Valbřišskému vojvodství

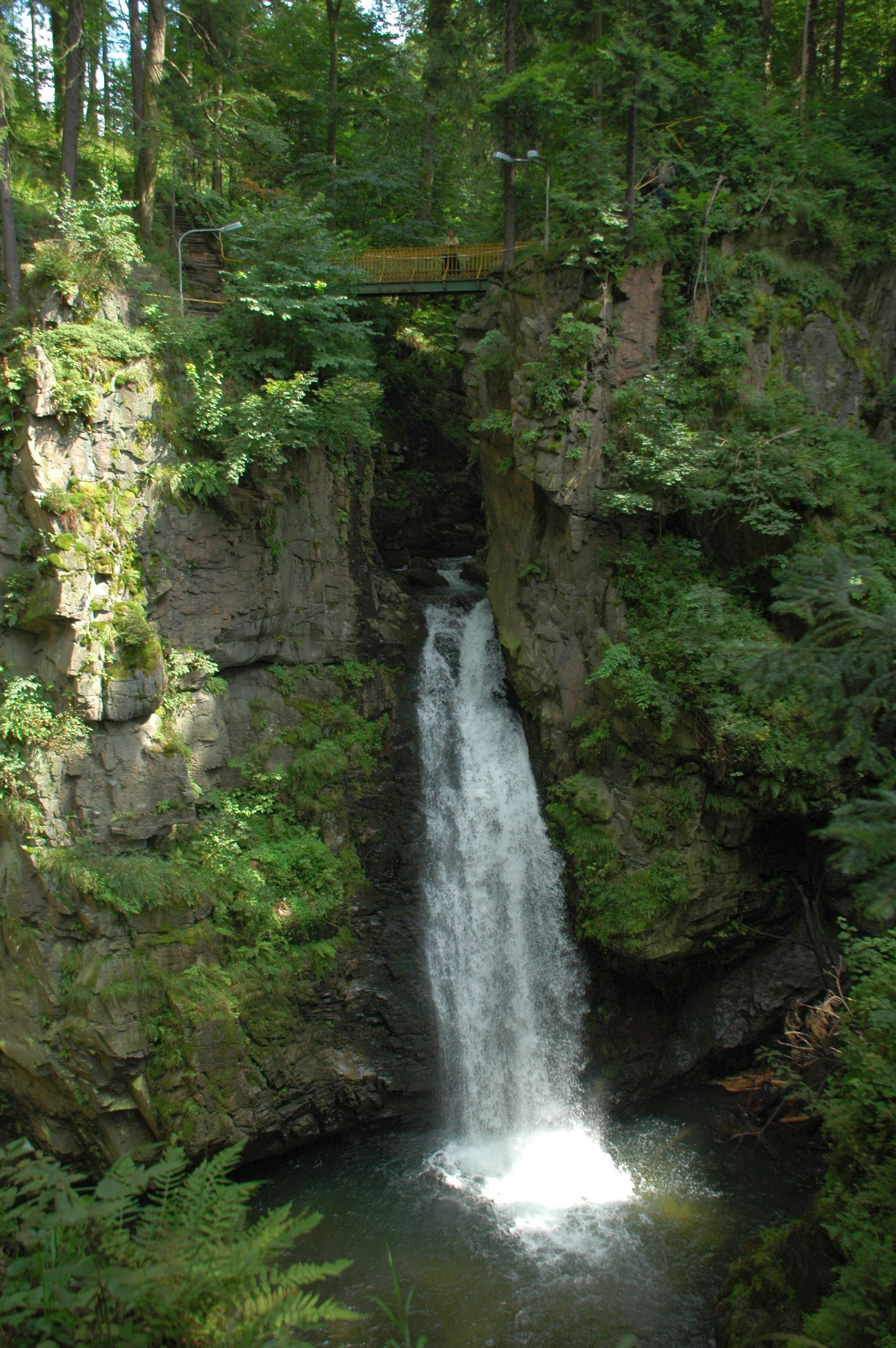
Vodopád na řece Wilczce

## Pamětihodnosti
- Farní kostel sv. Josefa (Kościół Św. Józefa) byl zřízen v letech 1740–1742 jakožto pohřební kostel. V roce 1920 byl přestavěn. Malbu na hlavním oltáři zhotovil Hieronymus Richter na konci 19. století. Socha ukřižování před kostelem pochází z roku 1781.
- Filiální kostel sv. Kříže (Kościół Krzyża Św.) byl zřízen v roce 1911 z daru prince Albrechta jako evangelický kostel v neorománském stylu. Nyní slouží jako katolický kostel a je vybaven novodobým zařízením.
- Ve vesnici stále stojí několik dřevěných domů z 19. století postavených ve švýcarském a norském stylu.
- Na západním okraji obce se nachází vodopád Wodospad Wilczki.
- Směrem po proudu Wilczky před vesnicí se nachází přehradní nádrž z roku 1907, která slouží jako protipovodňové zařízení.
- Na kopci (Góra Igliczna) poblíž obce se nachází poutní kostel Panny Marie Sněžné patřící k farnosti Wilkanów. Od Międzygórze je vzdálen asi hodinu cesty.